# Astilbar
Astilbar (Astilbe) är ett släkte i familjen stenbräckeväxter. Några arter odlas som trädgårdsväxter.
Både skildkönade och samkönade arter förekommer. De är fleråriga örter med krypande, tjocka jordstammar.
Bladen är långskaftade, strödda och kan vara enkla eller sammansatta.
De många och mycket små blommorna sitter i toppställda knippen. De är vita, lila eller purpurfärgade. Kronbladen är 1 – 5, ibland fler eller saknas helt.
Foderbladen är vanligen 4 – 5.
Frukten är en kapsel.

## Arter
- Astilbe apoensis Hallier f., 1918
- Astilbe arendsii
- Astilbe aruncus (L.) Trevir., 1855
- Astilbe austrosinensis Hand.-Mazz., 1931
- Astilbe bandaica (Honda) Koidz., 1936
- Astilbe barbata auct., 1871
- Astilbe biternata (Vent.) Britton ex Kearney, 1893
- Astilbe chinensis (Plymastilbe) (Maxim.) Franch. & Sav., 1873
- Astilbe congesta Nakai, 1922
- Astilbe crenatiloba (Britton) Small, 1903
- Astilbe davidii (Franch.) L.Henry, 1902
- Astilbe decandra D.Don, 1825
- Astilbe divaricata (Nakai) Nakai, 1937
- Astilbe formosa (Nakai) Nakai, 1922
- Astilbe fujisanensis Nakai, 1926
- Astilbe glaberrima (Stenastilbe) Nakai, 1922
- Astilbe grandis Stapf ex E.H.Wilson, 1905
- Astilbe hachijoensis Nakai, 1919
- Astilbe henricii Franchet in Prince Henri d'Orleans, 1896
- Astilbe heteropetala Mattf., 1931
- Astilbe indica (Blume) Backer, 1911
- Astilbe intermedia Knoll, 1909
- Astilbe japonica (Silverastilbe) (C.Morren & Decne.) A.Gray, 1842
- Astilbe khasiana Hallier f., 1918
- Astilbe kiusiana H.Hara, 1938
- Astilbe koreana (Kom.) Nakai, 1922
- Astilbe leucantha Knoll, 1907
- Astilbe longicarpa (Hayata) Hayata, 1911
- Astilbe longipilosa Gilli, 1979
- Astilbe macrocarpa Knoll, 1909
- Astilbe macroflora Hayata, 1908
- Astilbe microphylla Knoll, 1907
- Astilbe myriantha Diels, 1905
- Astilbe nipponica Nakai, 1928
- Astilbe odontophylla Miq., 1867
- Astilbe okuyamae H.Hara, 1939
- Astilbe papuana Schltr., 1914
- Astilbe pedunculata (H.Boissieu) Nakai
- Astilbe perplexipexa Koidz., 1936
- Astilbe philippinensis L.Henry, 1902
- Astilbe pinnata (Franch.) Franch., 1890
- Astilbe platyphylla H.Boissieu, 1897
- Astilbe polyandra Hemsl., 1887
- Astilbe rivularis Buch.-Ham. ex D.Don, 1825
- Astilbe senanensis Matsum. ex Nakai, 1922
- Astilbe sikokumontana Koidz., 1933
- Astilbe simplicifolia (Fjäderastilbe) Makino, 1893
- Astilbe speciosa Jungh., 1853
- Astilbe taquetii Koidz., 1936
- Astilbe thunbergii (Höstastilbe) (Siebold & Zucc.) Miq., 1867
- Astilbe virescens Hutch., 1908

## Hybrider
- Astilbe × amabilis H.Hara, 1976
- Astilbe × arendsii (Se avsnitt "Bilder".)

Enkel vippa

Blommar juli – september. De vita, rosa eller röda, mycket små blommorna sitter i sammansatta vippor (plymer). Höjd 50 cm – 100 cm. Odlas i halvskugga som prydnadsväxt i trädgårdar. Trivs i fuktig mark. Härdig i svensk odlingszon I – VI, i skyddade lägen VII.
- Krusastilbe Astilbe × crispa (Arends) Bergmans, 1924
- Astilbe × photeinophylla Koidz., 1936

## Underarter
Följande underarter har publicerats:

- Astilbe biternata var. biternata
- Astilbe biternata var. crenatiloba (Britton) Wheelock, 1896
- Astilbe biternata var. crenatilobata (Britton) Engl., 1930
- Astilbe chinensis var. davidii Franch., 1884
- Astilbe chinensis var. divaricata Nakai
- Astilbe chinensis var. formosa Nakai, 1919
- Astilbe chinensis var. japonica Maxim.
- Astilbe chinensis var. koreana Kom., 1903
- Astilbe chinensis var. longicarpa Hayata, 1908
- Astilbe chinensis var. pumila auct.
- Astilbe congesta var. bandaica Honda, 1931
- Astilbe decandra var. crenatiloba Britton, 1888
- Astilbe decandra var. decandra
- Astilbe formosa f. nipponica (Nakai) Sugim., 1965
- Astilbe glaberrima (Lusus saxatilis) Nakai, 1922
- Astilbe glaberrima var. saxatilis (Nakai) H.Ohba, 1987
- Astilbe glaberrima (Lusus terrestris) Nakai, 1922 nom. illeg.
- Astilbe hachijoensis var. albiflora Nakai ex Honda, 1935
- Astilbe japonica var. angustifoliolata Makino, 1910
- Astilbe japonica var. densiflora Nakai, 1922
- Astilbe japonica subsp. glaberrima Kitam., 1962
- Astilbe japonica f. latifolia H.Hara, 1939
- Astilbe japonica f. rubeola H.Hara, 1939
- Astilbe japonica var. terrestris (Nakai) Murata nom. inval.
- Astilbe microphylla f. macrophylla H.Hara, 1939
- Astilbe odontophylla var. bandaica (Honda) H.Hara, 1939
- Astilbe odontophylla var. congesta (H.Boissieu) H.Hara, 1939
- Astilbe odontophylla var. oblongifolia H.Hara, 1939
- Astilbe odontophylla var. okuyamae (H.Hara) H.Hara
- Astilbe odontophylla f. roseola Honda, 1940
- Astilbe rivularis var. angustata C.Y.Wu ex J.T.Pan, 1985
- Astilbe rivularis var. angustifoliolata H.Hara. 1976
- Astilbe rivularis var. myriantha (Diels) J.T.Pan, 1985
- Astilbe rivularis var. rivularis
- Astilbe rubra var. divaricata (Nakai) W.Lee, 1996
- Astilbe thunbergii f. bandaica (Honda) Ohwi, 1953
- Astilbe thunbergii var. bandaica (Honda) Murata, 1962
- Astilbe thunbergii var. congesta H.Boissieu, 1897
- Astilbe thunbergii var. formosa (Nakai) Ohwi, 1953
- Astilbe thunbergii var. fujisanensis (Nakai) Ohwi, 1953
- Astilbe thunbergii var. hachijoensis (Nakai) Ohwi, 1953
- Astilbe thunbergii var. kiusiana (H.Hara) H.Ohba, 2001
- Astilbe thunbergii var. longipedicellata Hatus., 1968
- Astilbe thunbergii var. oblongifolia (H.Hara) Murata, 1962
- Astilbe thunbergii var. oblongifolia	(H.Hara) Murata, 1962
- Astilbe thunbergii var. obtusata Franch., 1884
- Astilbe thunbergii var. okuyamae Ohwi, 1953
- Astilbe thunbergii var. pedunculata H.Boissieu, 1897
- Astilbe thunbergii var. riparia Hatus., 1968
- Astilbe thunbergii f. roseola (Honda) Sugim., 1965
- Astilbe thunbergii var. sikokiana Ohwi, 1953
- Astilbe thunbergii var. sikokumontana (Koidz.) Murata, 1939
- Astilbe thunbergii var. taquetii H.Lév.

## Kladogram
Kladogram enligt Catalogue of Life:

| Astilbar | \| \| Astilbe amabilis H.Hara, 1976 \| \| \| \| \| \| Astilbe apoensis Hallier f., 1918 \| \| \| \| \| \| Astilbe biternata (Vent.) Britton, 1893 \| \| \| \| \| \| Astilbe crenatiloba Small, 1903 \| \| \| \| \| \| Astilbe formosa Nakai, 1922 \| \| \| \| \| \| Astilbe glaberrima Nakai, 1922 \| \| \| \| \| \| Astilbe grandis Stapf ex E.H.Wilson, 1905 \| \| \| \| \| \| Astilbe hachijoensis Nakai, 1919 \| \| \| \| \| \| Astilbe japonica (C.Morr. & Decne.) A.Gray, 1641 \| \| \| \| \| \| Astilbe khasiana Hallier f., 1918 \| \| \| \| \| \| Astilbe longicarpa (Hayata) Hayata, 1911 \| \| \| \| \| \| Astilbe longipedicellata (Hatus.) S.Akiyama & Kadota \| \| \| \| \| \| Astilbe longipilosa Gilli, 1980 \| \| \| \| \| \| Astilbe macrocarpa Knoll, 1909 \| \| \| \| \| \| Astilbe macroflora Hayata, 1908 \| \| \| \| \| \| Astilbe microphylla Knoll, 1907 \| \| \| \| \| \| Astilbe okuyamae \| \| \| \| \| \| Astilbe papuana \| \| \| \| \| \| Astilbe philippinensis \| \| \| \| \| \| Astilbe photeinophylla \| \| \| \| \| \| Astilbe platyphylla \| \| \| \| \| \| Astilbe rivularis \| \| \| \| \| \| Astilbe rubra \| \| \| \| \| \| Fjäderastilbe \| \| \| \| \| \| Höstastilbe \| \| \| \| \| \| Astilbe tsushimensis \| \| \| \| |
|          | \| \| Astilbe amabilis H.Hara, 1976 \| \| \| \| \| \| Astilbe apoensis Hallier f., 1918 \| \| \| \| \| \| Astilbe biternata (Vent.) Britton, 1893 \| \| \| \| \| \| Astilbe crenatiloba Small, 1903 \| \| \| \| \| \| Astilbe formosa Nakai, 1922 \| \| \| \| \| \| Astilbe glaberrima Nakai, 1922 \| \| \| \| \| \| Astilbe grandis Stapf ex E.H.Wilson, 1905 \| \| \| \| \| \| Astilbe hachijoensis Nakai, 1919 \| \| \| \| \| \| Astilbe japonica (C.Morr. & Decne.) A.Gray, 1641 \| \| \| \| \| \| Astilbe khasiana Hallier f., 1918 \| \| \| \| \| \| Astilbe longicarpa (Hayata) Hayata, 1911 \| \| \| \| \| \| Astilbe longipedicellata (Hatus.) S.Akiyama & Kadota \| \| \| \| \| \| Astilbe longipilosa Gilli, 1980 \| \| \| \| \| \| Astilbe macrocarpa Knoll, 1909 \| \| \| \| \| \| Astilbe macroflora Hayata, 1908 \| \| \| \| \| \| Astilbe microphylla Knoll, 1907 \| \| \| \| \| \| Astilbe okuyamae \| \| \| \| \| \| Astilbe papuana \| \| \| \| \| \| Astilbe philippinensis \| \| \| \| \| \| Astilbe photeinophylla \| \| \| \| \| \| Astilbe platyphylla \| \| \| \| \| \| Astilbe rivularis \| \| \| \| \| \| Astilbe rubra \| \| \| \| \| \| Fjäderastilbe \| \| \| \| \| \| Höstastilbe \| \| \| \| \| \| Astilbe tsushimensis \| \| \| \| |
|          | Astilbe amabilis H.Hara, 1976 |
|          | |
|          | Astilbe apoensis Hallier f., 1918 |
|          | |
|          | Astilbe biternata (Vent.) Britton, 1893 |
|          | |
|          | Astilbe crenatiloba Small, 1903 |
|          | |
|          | Astilbe formosa Nakai, 1922 |
|          | |
|          | Astilbe glaberrima Nakai, 1922 |
|          | |
|          | Astilbe grandis Stapf ex E.H.Wilson, 1905 |
|          | |
|          | Astilbe hachijoensis Nakai, 1919 |
|          | |
|          | Astilbe japonica (C.Morr. & Decne.) A.Gray, 1641 |
|          | |
|          | Astilbe khasiana Hallier f., 1918 |
|          | |
|          | Astilbe longicarpa (Hayata) Hayata, 1911 |
|          | |
|          | Astilbe longipedicellata (Hatus.) S.Akiyama & Kadota |
|          | |
|          | Astilbe longipilosa Gilli, 1980 |
|          | |
|          | Astilbe macrocarpa Knoll, 1909 |
|          | |
|          | Astilbe macroflora Hayata, 1908 |
|          | |
|          | Astilbe microphylla Knoll, 1907 |
|          | |
|          | Astilbe okuyamae |
|          | |
|          | Astilbe papuana |
|          | |
|          | Astilbe philippinensis |
|          | |
|          | Astilbe photeinophylla |
|          | |
|          | Astilbe platyphylla |
|          | |
|          | Astilbe rivularis |
|          | |
|          | Astilbe rubra |
|          | |
|          | Fjäderastilbe |
|          | |
|          | Höstastilbe |
|          | |
|          | Astilbe tsushimensis |
|          | |

## Bilder

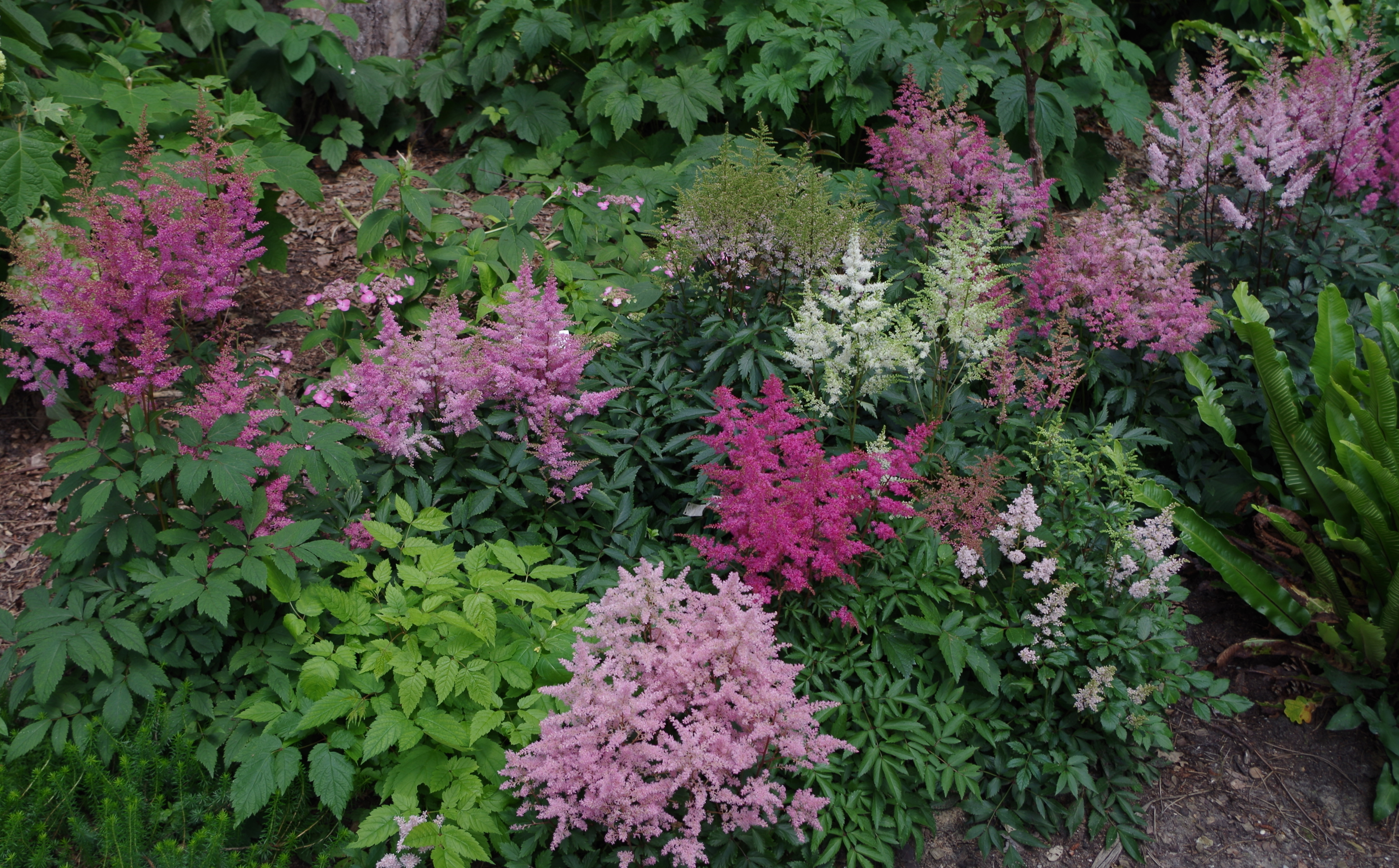
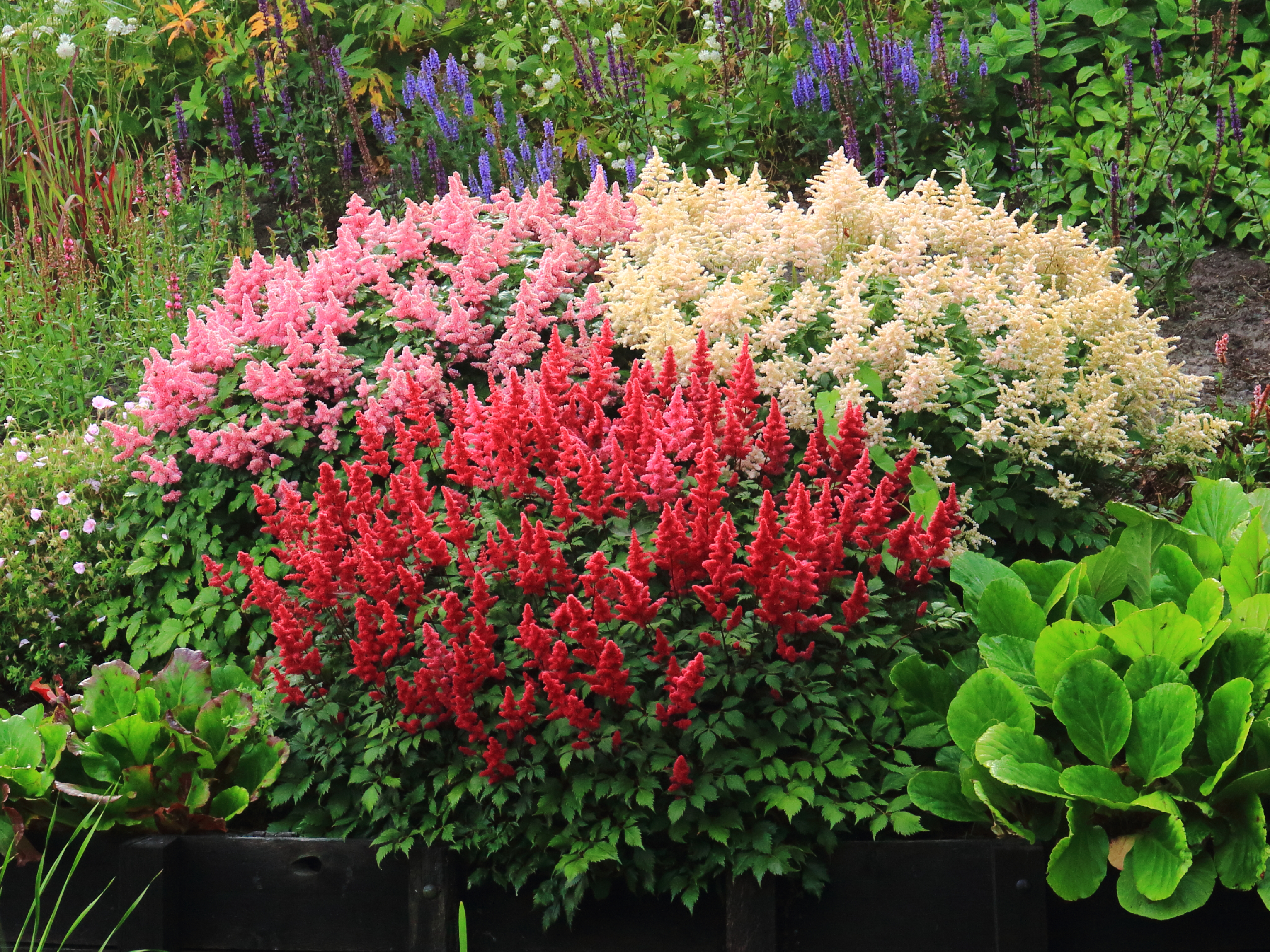
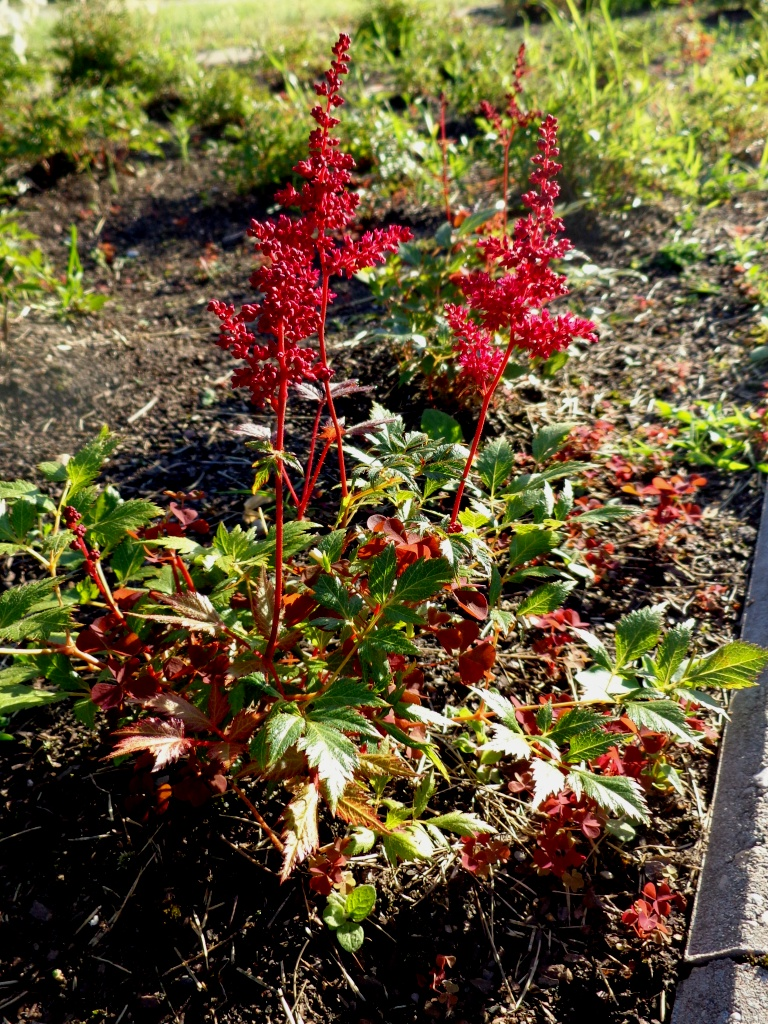
Hybrid, okänt namn
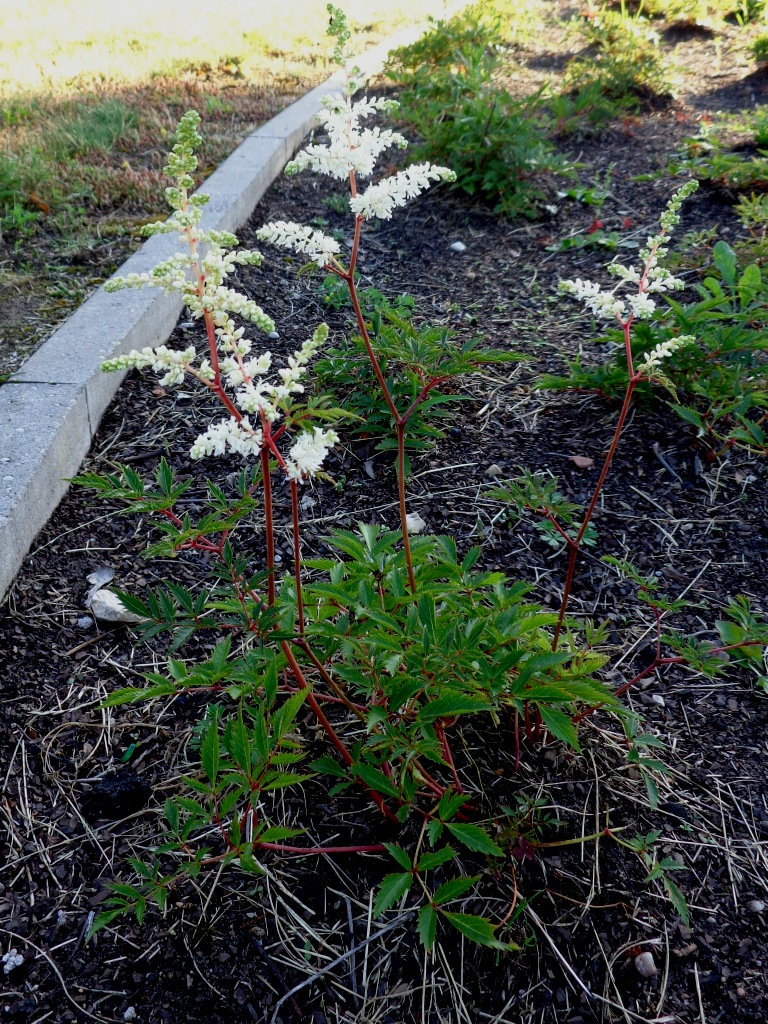
Hybrid, okänt namn
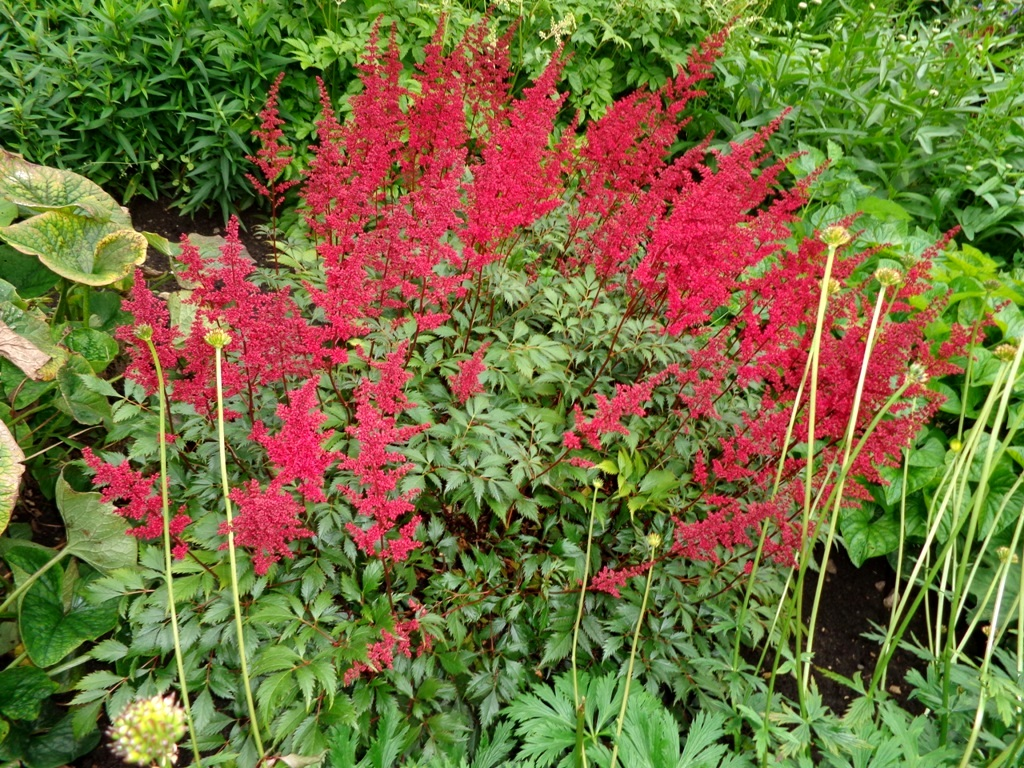
Astilbe × arendsii
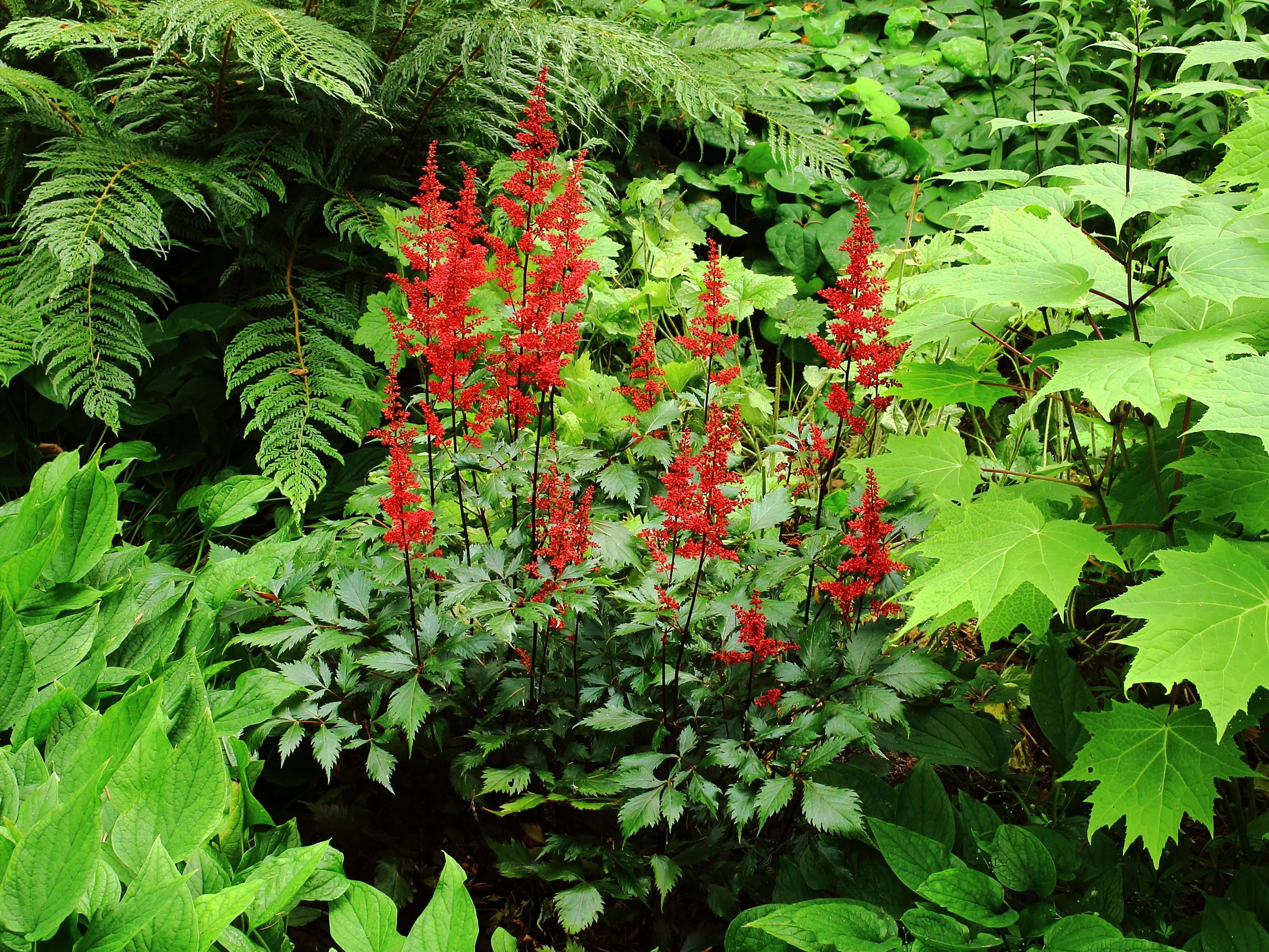
Astilbe sinensis
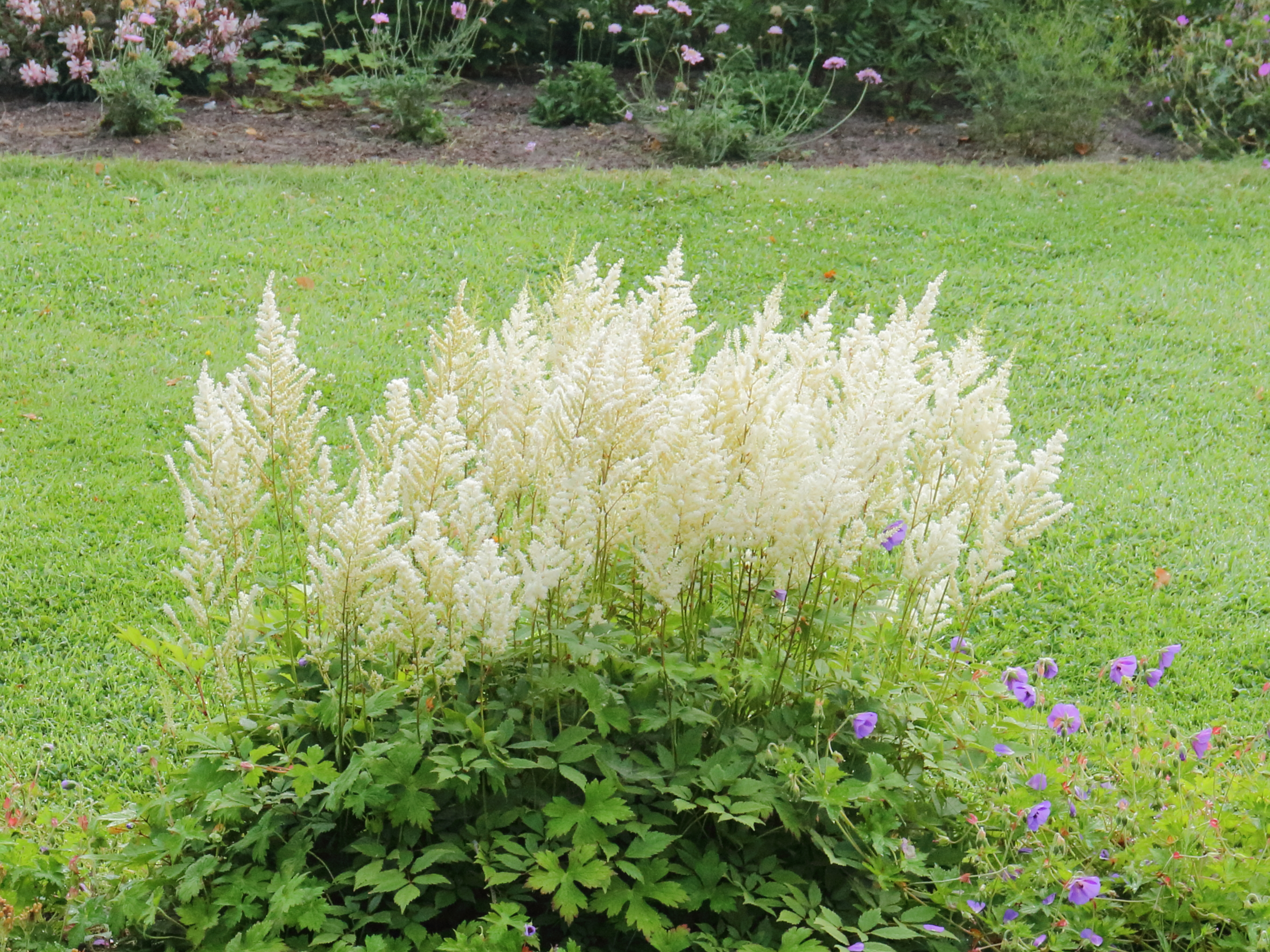
Praktspirea